# Alsen (Jämtland)
Alsen ist eine Kirchengemeinde in der nordschwedischen Gemeinde Krokom. Die Kirchengemeinde Alsen gehört zum Bistum Härnösand und liegt etwa 50 Kilometer nordwestlich von der jämtländischen Hauptstadt Östersund.

## Geschichte

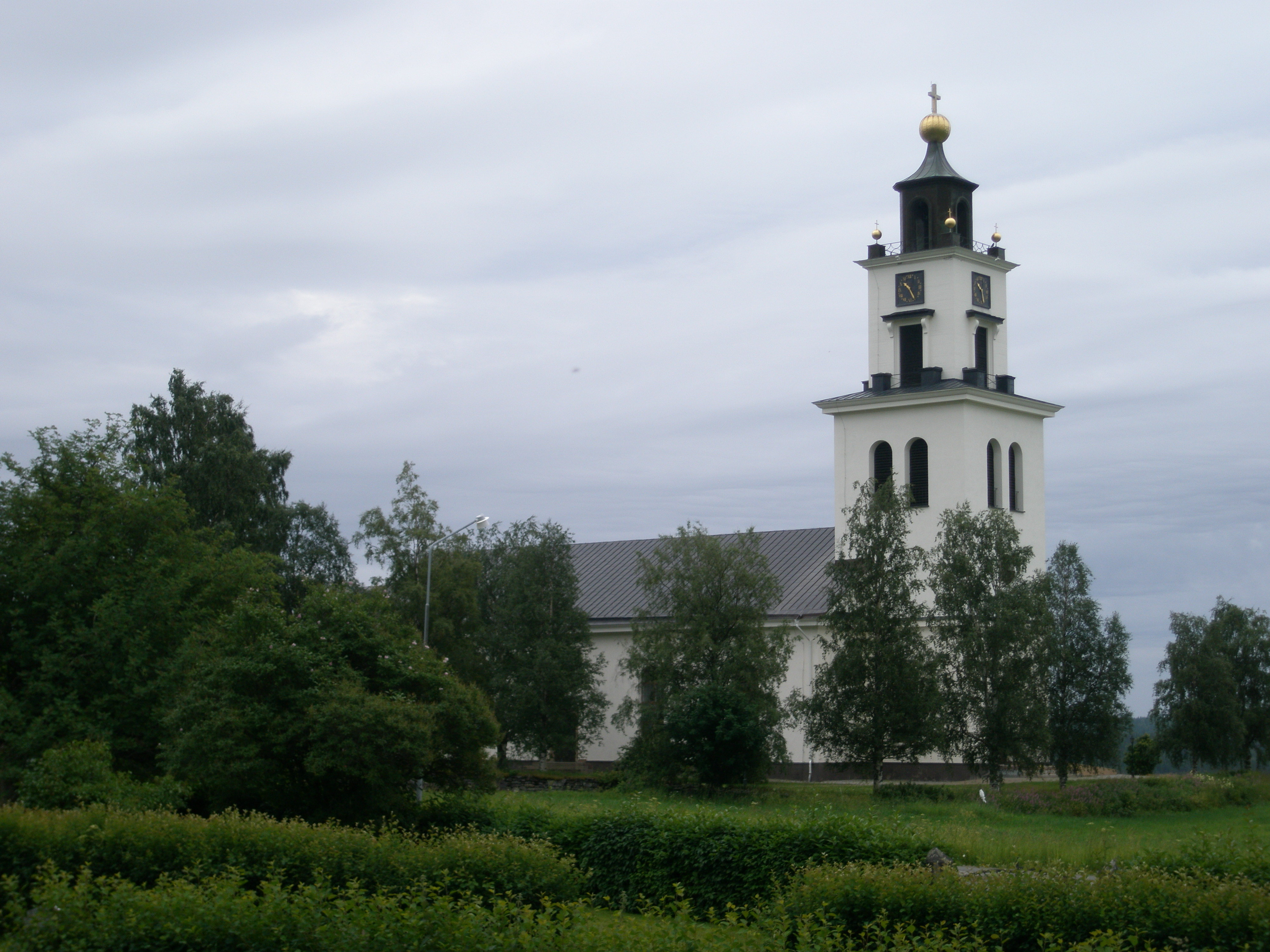
Die Kirche von Alsen

Alsen liegt am Alsensjön im westlichen Bereich der historischen Provinz Jämtland und heutigen Provinz Jämtlands län.
In Glösa liegen bis zu 6000 Jahre alte Felsritzungen. Alsen gehörte von 1178 bis 1536 zu Norwegen und 1537 bis 1645 zusammen mit Norwegen zu Dänemark. 1645 kam Alsen durch den Frieden von Brömsebro zu Schweden.
Bis 1974 war Alsen eine eigene Gemeinde.

## Wirtschaft und Infrastruktur
Alsen wird seit langem von einer traditionellen Bauernkultur geprägt. Kleinere Industrien gibt es vor allem in Trångsviken am Storsjön. Trangia AB ist ein schwedisches Unternehmen, das seit 1925 Spirituskocher herstellt. Sein Firmensitz ist in Trångsviken.
Alsen liegt an der Europastraße 14 von Sundsvall nach Trondheim.

## Orte
- Alsen (Hov)
- Bleckåsen
- Glösa
- Kluk
- Kougsta
- Trångsviken
- Valne
- Vången